# Giải đấu Lancashire Senior Cup
Giải đấu Lancashire County Football Association Cup (Trước đây còn gọi là: Lancashire Senior Cup), là giải đấu bóng đá loại trực tiếp bao gồm các đội trẻ thuộc liên đoàn Lancashire, Anh. Đó là một cuộc cạnh tranh County Cup của Liên đoàn bóng đá Lancashire County và các câu lạc bộ Premier League và Liên đoàn bóng đá các câu lạc bộ. Tuy nhiên ngày này các câu lạc bộ lớn nói chung, họ thường tham gia với đội dự bị.

## Danh sách những đội vô địch
| Mùa       | Đội vô địch                                    | Mùa     | Đội vô địch                                           | Mùa     | Đội vô địch                 | Mùa     | Đội vô địch       |
| --------- | ---------------------------------------------- | ------- | ----------------------------------------------------- | ------- | --------------------------- | ------- | ----------------- |
| 1879–80   | Darwen                                         | 1921–22 | Bolton Wanderers                                      | 1961–62 | Burnley                     | 2012–13 | Manchester United |
| 1880–81   | Accrington                                     | 1922–23 | Manchester City                                       | 1962–63 | (competition not completed) | 2013–14 | Bury              |
| 1881–82   | Blackburn Rovers                               | 1923–24 | Liverpool                                             | 1963–64 | Everton                     |         |                   |
| 1882–83   | Blackburn Rovers                               | 1924–25 | Bolton Wanderers                                      | 1964–65 | Burnley                     |         |                   |
| 1883–84   | Blackburn Rovers                               | 1925–26 | Bury                                                  | 1965–66 | Burnley                     |         |                   |
| 1884–85   | Blackburn Rovers                               | 1926–27 | Bolton Wanderers                                      | 1966–67 | Oldham Athletic             |         |                   |
| 1885–86   | Bolton Wanderers                               | 1927–28 | Manchester City                                       | 1967–68 | Morecambe                   |         |                   |
| 1886–87   | Preston North End                              | 1928–29 | Manchester United                                     | 1968–69 | Manchester United           |         |                   |
| 1887–88   | Accrington                                     | 1929–30 | Manchester City                                       | 1969–70 | Burnley                     |         |                   |
| 1888–89   | Accrington                                     | 1930–31 | Liverpool                                             | 1970–71 | Rochdale                    |         |                   |
| 1889–90   | Burnley                                        | 1931–32 | Bolton Wanderers                                      | 1971–72 | Burnley                     |         |                   |
| 1890–91   | Bolton Wanderers                               | 1932–33 | Liverpool                                             | 1972–73 | Liverpool                   |         |                   |
| 1891–92   | Bury                                           | 1933–34 | Bolton Wanderers                                      | 1973–74 | Manchester City             |         |                   |
| 1892–93   | Preston North End                              | 1934–35 | Everton                                               | 1974–82 | (no competition)            |         |                   |
| 1893–94   | Everton                                        | 1935–36 | Blackpool                                             | 1982–83 | Bury                        |         |                   |
| 1894–95   | Preston North End                              | 1936–37 | Blackpool                                             | 1983–84 | Blackburn Rovers            |         |                   |
| 1895–96   | Blackburn Rovers                               | 1937–38 | Manchester United                                     | 1984–85 | Wigan Athletic              |         |                   |
| 1896–97   | Everton                                        | 1938–39 | Bolton Wanderers và Preston North End (joint winners) | 1985–86 | Blackburn Rovers            |         |                   |
| 1897–98   | Newton Heath                                   | 1939–40 | Everton                                               | 1986–87 | Bury                        |         |                   |
| 1898–99   | Bury                                           | 1940–41 | Manchester United                                     | 1987–88 | Blackburn Rovers            |         |                   |
| 1899–1900 | Preston North End                              | 1941–42 | Blackpool                                             | 1988–89 | Bolton Wanderers            |         |                   |
| 1900–01   | Blackburn Rovers                               | 1942–43 | Manchester United                                     | 1989–90 | Blackburn Rovers            |         |                   |
| 1901–02   | Blackburn Rovers                               | 1943–44 | Liverpool                                             | 1990–91 | Bolton Wanderers            |         |                   |
| 1902–03   | Bury                                           | 1944–45 | Blackburn Rovers                                      | 1991–92 | Wigan Athletic              |         |                   |
| 1903–04   | Blackburn Rovers                               | 1945–46 | Manchester United                                     | 1992–93 | Burnley                     |         |                   |
| 1904–05   | Southport Central                              | 1946–47 | Liverpool                                             | 1993–94 | Blackpool                   |         |                   |
| 1905–06   | Bury                                           | 1947–48 | Bolton Wanderers                                      | 1994–95 | Blackpool                   |         |                   |
| 1906–07   | Blackburn Rovers                               | 1948–49 | Rochdale                                              | 1995–96 | Blackpool                   |         |                   |
| 1907–08   | Oldham Athletic                                | 1949–50 | Burnley                                               | 1996–97 | Preston North End           |         |                   |
| 1908–09   | Blackburn Rovers                               | 1950–51 | Manchester United                                     | 1997–98 | (no competition)            |         |                   |
| 1909–10   | Everton                                        | 1951–52 | Burnley                                               | 1998–99 | Wigan Athletic              |         |                   |
| 1910–11   | Blackburn Rovers                               | 1952–53 | Manchester City                                       | 1999–04 | (no competition)            |         |                   |
| 1911–12   | Bolton Wanderers                               | 1953–54 | Blackpool                                             | 2004–05 | Rochdale                    |         |                   |
| 1912–13   | Manchester United                              | 1954–55 | Barrow                                                | 2005–06 | Oldham Athletic             |         |                   |
| 1913–14   | Manchester United                              | 1955–56 | Liverpool                                             | 2006–07 | Blackburn Rovers            |         |                   |
| 1914–15   | Burnley                                        | 1956–57 | Chester                                               | 2007–08 | Manchester United           |         |                   |
| 1915–18   | (no competition)                               | 1957–58 | Bury                                                  | 2008–09 | Manchester United           |         |                   |
| 1918–19   | Liverpool                                      | 1958–59 | Liverpool                                             | 2009–10 | Liverpool                   |         |                   |
| 1919–20   | Liverpool và Manchester United (joint winners) | 1959–60 | Burnley                                               | 2010–11 | Blackburn Rovers            |         |                   |
| 1920–21   | Manchester City                                | 1960–61 | Burnley                                               | 2011–12 | Manchester United           |         |                   |

## Các trận chung kết gần đây

Lancashire Senior Cup

Kể từ mùa giải 2004–05 về sau:
| Mùa     | Đội vô địch       | Đội về nhì         | Kết quả chung cuộc |
| ------- | ----------------- | ------------------ | ------------------ |
| 2004–05 | Rochdale          | Bury               | 1-0                |
| 2005–06 | Oldham Athletic   | Preston North End  | 0-0, pen. 7-6      |
| 2006–07 | Blackburn Rovers  | Bolton Wanderers   | 6-2                |
| 2007–08 | Manchester United | Liverpool          | 3-2                |
| 2008–09 | Manchester United | Bolton Wanderers   | 1-0                |
| 2009–10 | Liverpool         | Oldham Athletic    | 3-0                |
| 2010–11 | Blackburn Rovers  | Preston North End  | 1-1 (3-2 on pens.) |
| 2011–12 | Manchester United | Accrington Stanley | 4-0                |
| 2012–13 | Manchester United | Manchester City    | 2-1                |
| 2013–14 | Bury              | Wigan Athletic     | 1-1 (4-2 on pens.) |

## Xếp hạng đội vô địch
|    | Câu lạc bộ                | Số trận thắng | Chiến thắng gần đây |
| -- | ------------------------- | ------------- | ------------------- |
| 1  | Blackburn Rovers          | 18            | 2010–11             |
| 2  | Manchester United         | 14            | 2012–13             |
| 3  | Bolton Wanderers          | 12            | 1990–91             |
|    | Burnley                   | 12            | 1992–93             |
| 5  | Liverpool                 | 11            | 2009–10             |
| 6  | Bury                      | 9             | 2013-14             |
| 7  | Blackpool                 | 7             | 1995–96             |
| 8  | Everton                   | 6             | 1963–64             |
|    | Manchester City           | 6             | 1973–74             |
|    | Preston North End         | 6             | 1996–97             |
| 11 | Accrington                | 3             | 1888–89             |
|    | Oldham Athletic           | 3             | 2005–06             |
|    | Rochdale                  | 3             | 2004–05             |
|    | Wigan Athletic            | 3             | 1998–99             |
| 15 | Barrow                    | 1             | 1954–55             |
|    | Chester City (as Chester) | 1             | 1956–57             |
|    | Darwen                    | 1             | 1879–80             |
|    | Morecambe                 | 1             | 1967–68             |
|    | Southport                 | 1             | 1904–05             |